# NGC 6586
NGC 6586 ist eine Spiralgalaxie vom Hubble-Typ S im Sternbild Herkules. Sie ist schätzungsweise 149 Millionen Lichtjahre von der Milchstraße entfernt und hat einen Durchmesser von etwa 40.000 Lj.
Das Objekt wurde am 27. Juli 1864 vom deutschen Astronomen Albert Marth entdeckt.